# Ringi seido

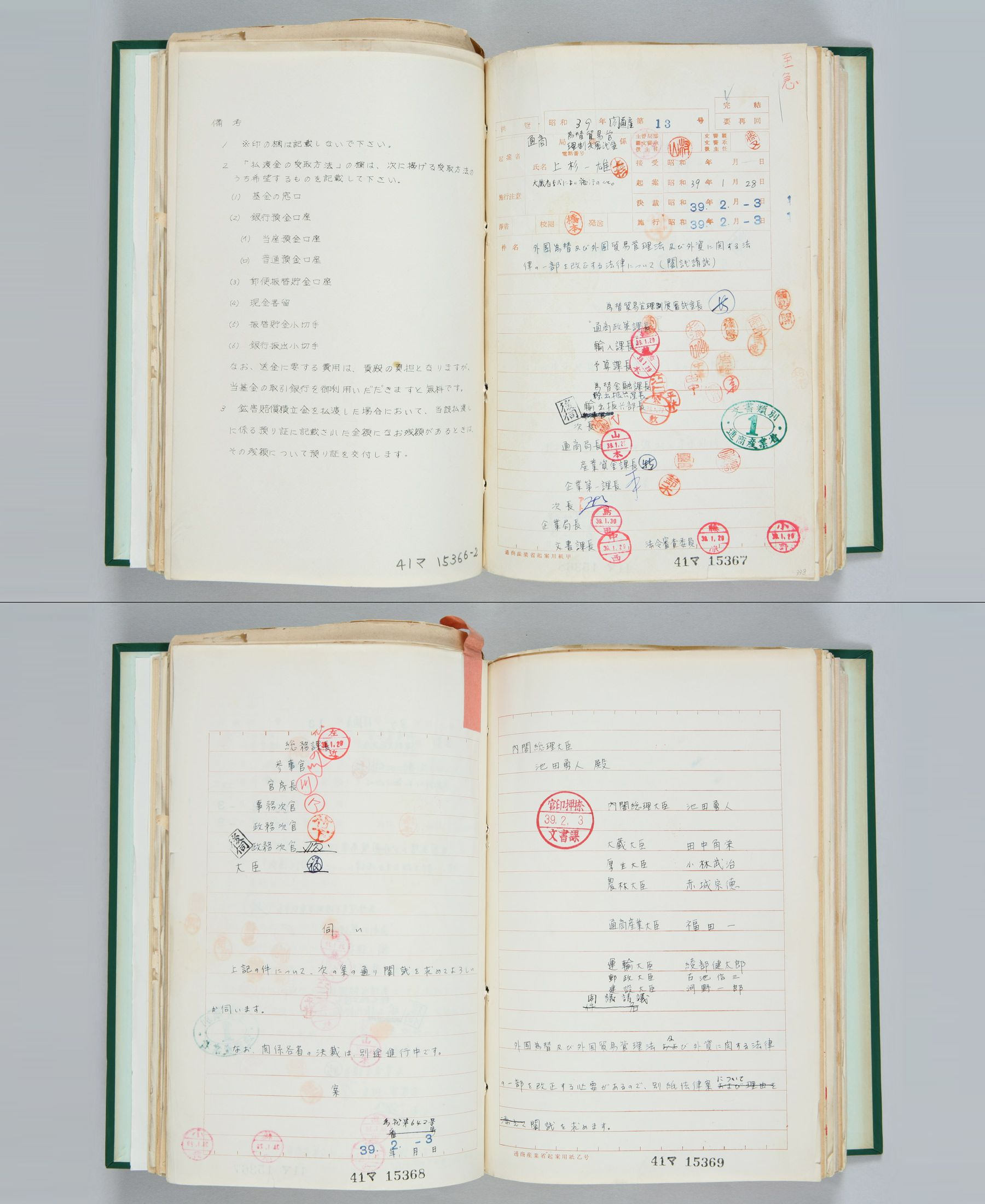
Ringisho aus dem Ministerium für Internationalen Handel und Industrie mit den Stempeln (hanko) des Ministers und der Entscheidungsbeteiligten

Ringi seido (jap. 稟議制度) bzw. ringisei (稟議制) bezeichnet einen Entscheidungsfindungsprozess in japanischen Unternehmen und Behörden, der die maßgebliche Beteiligung aller relevanten Mitarbeiter umfasst und mit diesem bottom-up-Ansatz im Gegensatz zur in westlichen Unternehmen üblichen Entscheidung von oben (top-down) steht. Ringi seido bedeutet so viel wie "Konsens" oder auch "gemeinsam entscheiden".
Beim ringi seido kommt vom oberen Management lediglich der Anstoß zur Entscheidungsfindung, indem zentrale Probleme an die unteren Managementebenen zur Lösungsfindung weitergegeben werden, was dann einen Umlaufprozess startet, der alle betreffenden Ebenen und Abteilungen umfasst und deren abteilungs- und unternehmensweiten Konsens sucht.
Der gesamte Prozess läuft in folgenden Schritten ab: Zuerst füllt der Antragsteller nach Beratung mit allen betroffenen Stellen eine Umlaufakte (稟議書, ringisho) aus. Diese wird dann der zur formellen Überprüfung und Archivierung verantwortlichen Abteilung (meist im Finanzbereich) übergeben, die weitere Abteilungen hinzuzieht. Alle dabei anlaufenden Stellungnahmen werden dem Dokument hinzugefügt und das Dokument dann zur Genehmigung dem Vorgesetzten vorgelegt. Bei unternehmensweiten Entscheidungen in japanischen Aktiengesellschaften (kabushiki kaisha) geht das Dokument dabei zuerst zur Verabschiedung an den betriebswirtschaftlichen Ausschuss (経営会議, keiei-kaigi), der es dann dem Geschäftsführungsausschuss (常務会, jōmukai) der Direktoren und Hauptabteilungsleiter übergibt, dem unternehmensweit alle Projektleiter berichten, und schließlich dem symbolischen Abschluss durch den Geschäftsführer. Alle Beteiligten werden dann darüber informiert, das Dokument archiviert und der Antragsteller erstattet seinem Vorgesetzten oder dem Geschäftsführungsausschuss Bericht über den Prozess.
Durch dieses Verfahren kommt es zu einer horizontalen Beteiligung, indem möglichst viele betroffene Stellen mit ihrer Expertise hinzugezogen werden, zudem geschieht dies auch vertikal, indem nicht nur die jeweiligen Abteilungsleiter informiert werden, sondern alle Mitarbeiter der Abteilung zur Entscheidungsfindung hinzugezogen werden.
Dabei läuft im Vorfeld und Hintergrund stets das nemawashi (根回し). Der Begriff stammt ursprünglich aus dem Gartenbau und bedeutete dort das Herumgehen (mawashi) um eine Pflanze und Aufgraben der Wurzeln (ne) zum späteren Verpflanzen. Beim ringi seido meint es informelle Gespräche während und nach der Arbeit, die dazu dienen, Unstimmigkeiten auszuräumen oder neue Probleme und Lösungen zu identifizieren.
Zwar benötigt in diesem System der Mitarbeiterbeteiligung der Entscheidungsfindungsprozess deutlich länger, jedoch liegt dabei auch die Ansicht zu Grunde, dass durch das dadurch erreichte kollektive Mittragen der Entscheidung (Konsens) durch die Mitarbeiter dieser Zeitverlust in der späteren Realisierung kompensiert werde.